# Giancarlo Sacco
Giancarlo Sacco (Pesaro, 25 gennaio 1957) è un allenatore di pallacanestro italiano.

## Carriera
La sua carriera inizia nei primi anni '80 con il ruolo di vice-allenatore alla Scavolini Pesaro, prima con Petar Skansi e poi con Aza Nikolić; la sua prima esperienza da head coach su una panchina professionistica è avvenuta a partire dal dicembre 1984, quando fu chiamato giovanissimo, a campionato in corso, ad allenare la prima squadra della compagine pesarese subentrando agli allenatori americani Don Casey e George Bisacca. La squadra, che con le due precedenti gestioni aveva ottenuto solamente 5 vittorie su 13 partite, ebbe un'inversione di tendenza e vinse da quel momento ben 11 partite su 17, raggiungendo una qualificazione ai play-off che pareva ormai compromessa. Nei play-off Pesaro raggiunse persino la finale, perse contro la corazzata Milano (trascinata da Dino Meneghin sotto la guida di Dan Peterson). Nello stesso anno, la Scavolini vinse la sua prima Coppa Italia e Sacco fu nominato "Allenatore dell'anno". Rimase alla conduzione dei Pesaresi fino al 1987, ottenendo nel frattempo la qualificazione a due finali di Coppa Europa (edizioni 1986 e 1987) ed altre due finali di Coppa Italia (1986 e 1987).
A partire dall'annata 1987-88 siede, sempre in serie A1, sulla panchina della Pallacanestro Livorno (sponsorizzata Allibert) restandovi per un biennio, ed ottenendo una qualificazione ai play-off nella sua prima stagione toscana, uscendo ai quarti contro Varese classificata prima in regular season (miglior risultato nella storia del club).
Nel 1989 inizia l'esperienza proprio in terra varesina, rimanendovi anche in quest'occasione per due anni: sfiora lo scudetto nel campionato 1989-90, arrivando secondo in campionato e perdendo le finali play-off contro la "sua" Pesaro, oltre alla qualificazione per le Final Four di Coppa Italia. Nella stagione successiva non riesce però a bissare l'ottimo campionato dell'anno precedente, non arrivando neppure a qualificarsi per i play-off.
Per il campionato 1991-92 accetta l'offerta della Pallacanestro Trapani restando in serie A1: con i siciliani si piazza al quattordicesimo posto in classifica, senza però riuscire ad impedire la retrocessione in A2, maturata dopo i play-out. L'anno seguente resta in Sicilia per una parentesi alla guida di Marsala, questa volta in serie A2. Nel gennaio 1994 sostituisce invece Giovanni Gebbia a Trapani, ritornandovi quindi per la seconda parentesi personale.
Il torneo di A2 1994-95 lo vede alle redini della Polti Cantù: coi brianzoli conquistò un terzo posto in regular season, sfiorando poi il ritorno in serie A1 nelle finali play-off (serie persa 3-2 contro la Blu Club Milano, seconda squadra del capoluogo lombardo). Inizia anche la stagione seguente con il sodalizio canturino ma dopo poche partite si interrompe il rapporto, nell'ottobre 1995. Stessa sorte la ebbe nelle due esperienze: quella fabrianese (terminata nel dicembre 1996) e nuovamente quella pesarese in A2 (quando nel febbraio 1999, con un bilancio di 15 vittorie su 23 ( imbattuto in casa), fu sostituito da Attilio Caja).
La carriera di Sacco è proseguita a Ragusa, sempre in serie A2 nelle stagioni 1999-00 e 2000-01. Seguirà un breve ritorno in serie A, ancora sulla panchina di Varese (2001-02), e il ritorno ad allenare in Legadue rispettivamente a Osimo (stagione 2004-05) e nuovamente Trapani (2005-06).
Nel gennaio 2007 sostituisce Alberto Martelossi alla guida dell'Edimes Pavia (campionato di Legadue), contribuendo alla sorprendente impresa di portare i lombardi dalla tredicesima posizione di classifica fino alla finale play-off. L'ambiziosa Pesaro fu tuttavia un ostacolo troppo grande, nonostante la vittoria esterna pavese in gara1 e i due tempi supplementari nella sconfitta di gara3.
Sacco viene poi ingaggiato nel novembre 2008 dai Crabs Rimini a stagione in corso, rilevando l'esonerato Massimo Galli dopo cinque giornate di campionato. La squadra romagnola, che fino a quel momento era relegata in ultima posizione, riuscirà a qualificarsi ai play-off al termine della regular season accettando poi l'offerta di rinnovo contrattuale. La stagione seguente comincia con un ruolino di 7 vittorie su 8 per i Crabs ma, complici anche la crisi societaria e gli infortuni, il trend di risultati viene poi invertito, inducendo la società ad esonerare Sacco nel marzo 2010. Dal febbraio 2011 subentra al posto dell'esonerato Marco Calvani a Casalpusterlengo: riuscendo a risollevare le sorti della squadra, evita la retrocessione e chiude in undicesima posizione.
Il 13 marzo 2012 è subentrato a Stefano Vanoncini sulla panchina della Sigma Barcellona, in Legadue: è stato chiamato a portare in Serie A la formazione siciliana, raggiungendo il primo posto in classifica dopo la stagione regolare ma venendo sconfitto successivamente da Brindisi in semifinale di Play-off. Dal 14 gennaio 2014 è a Recanati in DNA Silver sostituendo Alessandro Pozzetti (già vice dell'esonerato Bernardi) alla guida della squadra e portandola alla salvezza con tre giornate d'anticipo. Il 29 giugno 2015 viene sostituito da Andrea Zanchi.
Nel gennaio del 2016 torna a guidare la formazione di Recanati sostituendo l'esonerato Andrea Zanchi e conducendo la squadra marchigiana alla salvezza nei play-out contro Roma. A fine stagione non viene confermato ed è sostituito da Marco Calvani. A novembre 2016 viene però richiamato, subentrando per la terza volta in quattro anni sulla panchina recanatese, per sostituire per la seconda volta (dopo Casalpusterlengo nel 2011) il coach romano.
Nel marzo 2018 viene chiamato a sostituire Cesare Ciocca Porta la squadra alla salvezza diretta con una striscia di 7 vittorie e una sola sconfitta all'overtime contro la Fortitudo Bologna.
Nel dicembre 2019 viene scelto per sostituire Federico Perego sulla panchina della Victoria Libertas Pallacanestro, compagine militante in Serie A ma ancora a quota 0 punti in classifica dopo 10 giornate di campionato. Per Sacco si tratta di un ritorno a Pesaro, dopo che la parentesi avuta tra il 1984 e il 1987 e, successivamente, nella stagione 1998-99. La stagione cestistica italiana, tuttavia, viene sospesa a febbraio per via della pandemia di COVID-19 e mai più ripresa.
Il 1º marzo 2023 Sacco viene nominato nuovo senior assistant dell'APU Udine, squadra di Serie A2 guidata dal giovane capo allenatore Carlo Finetti.
Il 9 novembre 2023 subentra a Giuseppe Di Manno sulla panchina del Latina Basket, che si affida a lui per provare a salvarsi nella Serie A2 2023-2024 nonostante in quel momento la squadra fosse ultima con solo una vittoria nelle prime otto giornate. La regular season si conclude al penultimo posto, ma la successiva fase salvezza vede i pontini retrocedere in Serie B dopo dieci anni consecutivi in A2. Per Sacco 10 vittorie in 34 partite sulla panchina nerazzurra.
Il 1º novembre 2024 Sacco viene ingaggiato dalla Pallacanestro Crema (Serie B) per subentrare a Nazareno Lombardi, dimessosi dopo un avvio di stagione con una sola vittoria in sette giornate. Anche Sacco però lascia l'incarico prima del termine della stagione, rassegnando le dimissioni per motivi personali annunciate ufficialmente dal club il 27 marzo 2025.

## Palmarès
- Coppa Italia: 1

Pesaro: 1985
Individuale
- Allenatore dell'anno : 1 (1985)